# Аудоин
Аудоин (Audoin; † ок. 560 г.) е от ок. 546 до ок. 560 г. крал на лангобардите.
Аудоин е от род Гаузи (Gausen). Майка му, лангобардката Мения († сл. 510 г.), е вдовица на Бизин, крал на тюрингите. Полусестра му Радегунда e омъжена за Вахо, крал на лангобардите (510 – 540 г.).
Той става регент след смъртта на крал Вахо (ок. 540) на малолетния крал Валтари от рода на Летингите (Lethinger). Около 546 г. той отстранява младия Валтари и се обявява сам за крал. Хилдигис от Гаузи-династията проявява безуспешно претенции.
Аудоин се жени за Роделинда, дъщеря на краля на тюрингите Херминафрид и Амалаберга, която е племенница на Теодорих Велики. Имат син Албоин.
По-късно Аудоин изгонва Роделинда, за да подобри положението си в борбите за власт през времето на Великото преселение на народите. Той се жени за племенница на Теодорих Велики.
През 547 г. избухва войната с гепидите, при което лангобардите получават византийски помощни войски. При тази сила кралят на гепидите, Туризинд, поисква примирие. Помага в борбата срещу готите, в алианс с Юстиниан I и Нарсес (византийски военен, * 490 – † 574 г.) , като изпраща през 550 г. армия от 5500 лангобарди за Италия; през 552 г., след победоносна битка, се връща обратно в родината, богато награден. Той води лангобардите в Панония. По времето им в Панония, лангобардите помагат в защитата на Римската империя. През 552 г. отново се стига до сблъсъци с гепидите. Лангобардите побеждават гепидите в битката на Алсфелд, Юстиниан I им помага за мирния договор.
В същото време Аудоин се стреми да подобри връзките с франките и жени своя син Албоин за дъщерята на Хлотар I.
Около 560 г. Аудоин почива, негов наследник става Албоин.